# Adalbert van Maagdenburg
De heilige Adalbert van Maagdenburg (Lotharingen, omstreeks 910 - Zscherben, 20 juni 981) was de eerste aartsbisschop van Maagdenburg.
Adalbert werkte in Keulen in dienst van koning Otto I. In 958 of 959 trad hij als benedictijn in de Sint-Maximinusabdij in Trier. In 961 werd hij als missiebisschop naar Kiev gestuurd, maar hij kwam een jaar later al zonder succes terug. In 966 werd hij abt van Weißenburg in de Elzas en in 968 aartsbisschop van het nieuw opgerichte aartsbisdom Maagdenburg. Zijn voornaamste opdracht was de missionering onder de Sorben.
Adalbert werd heilig verklaard; zijn katholieke gedenkdag is 20 juni.
- Bibsys: 9031468
- Bibliothèque nationale de France: cb12548387s (data)
- CiNii: DA05188604
- Gemeinsame Normdatei: 118817817
- International Standard Name Identifier: 0000 0000 6678 4312
- Library of Congress Control Number: n85035782
- Nationale Bibliotheek van Israël: 987007603738305171
- Nationale Bibliotheek van Polen: a0000003046482
- Nederlandse Thesaurus van Auteursnamen: 068824181
- Réseau des bibliothèques de Suisse occidentale: 02-A012312614
- Système universitaire de documentation: 069350450
- Union List of Artist Names: 500353309
- Virtual International Authority File: 231912122
- WorldCat: E39PCjvQTW9YJPrfFWbGHYXcfq